# Xã Taloga, Quận Morton, Kansas
Xã Taloga (tiếng Anh: Taloga Township) là một xã thuộc quận Morton, tiểu bang Kansas, Hoa Kỳ. Năm 2010, dân số của xã này là 2.327 người.